# Schefflera monticola
Schefflera monticola är en araliaväxtart som beskrevs av Henry Nicholas Ridley. Schefflera monticola ingår i släktet Schefflera och familjen araliaväxter. Inga underarter finns listade.